# Neotocita
La neotocita és un mineral de la classe dels silicats. Va rebre el seu nom al segle xix, del grec νεοτοκοζ, que significa "d'origen recent", ja que es tracta d'un producte d'alteració.

## Característiques
La neotocita és un silicat de fórmula química (Mn,Fe,Mg)SiO₃·H₂O. És un mineral amorf o poc cristal·lí. La seva duresa a l'escala de Mohs es troba entre 3 i 4.
Segons la classificació de Nickel-Strunz, la neotocita pertany a «09.ED: Fil·losilicats amb capes de caolinita, compostos per xarxes tetraèdriques i octaèdriques» juntament amb els següents minerals: dickita, caolinita, nacrita, odinita, hal·loysita, hisingerita, hal·loysita-7Å, amesita, antigorita, berthierina, brindleyita, caryopilita, crisòtil, cronstedtita, fraipontita, greenalita, kel·lyïta, lizardita, manandonita, nepouïta, pecoraïta, guidottiïta, al·lòfana, crisocol·la, imogolita, bismutoferrita i chapmanita.

## Formació i jaciments
Va ser descrita a la mina Erik Ers, a Torsåker, Hofors, al Comtat de Gävleborg, a Suècia. Ha estat descrita a tots els continents del planeta a excepció de l'Antàrtida. Als territoris de parla catalana únicament ha estat trobada a la mina Serrana, a El Molar (Priorat, Tarragona).